# Società Sportiva Calcio Giugliano 2002-2003
Questa voce raccoglie le informazioni riguardanti la Società Sportiva Calcio Giugliano nelle competizioni ufficiali della stagione 2002-2003.

## Sponsor
Lo sponsor tecnico è Legea, mentre lo sponsor ufficiale è Giugliano Città della Mela Annurca.

## Rosa
| N. |                   | Ruolo | Calciatore              |
| -- | ----------------- | ----- | ----------------------- |
|    | Italia (bandiera) | C     | Giovanni Butticè        |
|    | Italia (bandiera) | C     | Crescenzo Capasso       |
|    | Italia (bandiera) | D     | Gianluca Castellano     |
|    | Italia (bandiera) | D     | Angelantonio Ciancotta  |
|    | Italia (bandiera) | C     | Giuseppe Ciaramella     |
|    | Italia (bandiera) | A     | Angelo Corona           |
|    | Italia (bandiera) | P     | Luciano Corona          |
|    | Italia (bandiera) | D     | Vittorio De Carlo       |
|    | Italia (bandiera) | A     | Pietro Davide Dell'Orzo |
|    | Italia (bandiera) | P     | Claudio Esposito        |
|    | Italia (bandiera) | A     | Nunzio Falco            |
|    | Italia (bandiera) | C     | Roberto Franzese        |
|    | Italia (bandiera) | A     | Orazio Grezio           |
|    | Italia (bandiera) | D     | Giuseppe Guadagno       |
|    | Italia (bandiera) | A     | Roberto Manfredi        |

| N. |                   | Ruolo | Calciatore              |
| -- | ----------------- | ----- | ----------------------- |
|    | Italia (bandiera) | C     | Giulio Migliaccio (II)  |
|    | Italia (bandiera) | D     | Vincenzo Migliaccio (I) |
|    | Italia (bandiera) | D     | Giuseppe Misiti         |
|    | Italia (bandiera) | C     | Raffaele Moxedano       |
|    | Italia (bandiera) | A     | Agostino Muratore       |
|    | Italia (bandiera) | D     | Manuel Paesani          |
|    | Italia (bandiera) | A     | Nicola Panico           |
|    | Italia (bandiera) | A     | Massimo Perna           |
|    | Italia (bandiera) | D     | Claudio Risi            |
|    | Italia (bandiera) | C     | Fabrizio Romondini      |
|    | Italia (bandiera) | C     | Francesco Sorbino       |
|    | Italia (bandiera) | P     | Gabriele Spinetta       |
|    | Italia (bandiera) | C     | Fabio Vastarella        |
|    | Italia (bandiera) | D     | Simone Veronese         |